# スサビノリ
スサビノリ (尻沢辺海苔、尻澤邊海苔) (学名：Neopyropia yezoensis) は、紅藻のウシケノリ綱に属するアマノリ類 (狭義の海苔) の1種である。食用・養殖の対象として最も広く用いられている海藻であり、日本で養殖されるアマノリ類の大部分はスサビノリ (さらにその品種であるナラワスサビノリ) であるとされる。
以前はポルフィラ属に分類されていたが (Porphyra yezoensis)、2011年にピロピア属に移され (Pyropia yezoensis)、さらに2020年に新属ネオピロピア属に移すことが提唱されている (Neopyropia yezoensis)。またこれに伴って、和名としての「アマノリ属」に対応する学名も変更されている (Porphyra → Pyropia → Neopyropia)。本種は、系統的にはアサクサノリに近縁である。

## 特徴
葉状体 (配偶体) は卵形から長楕円形、基部は楔形、円形または心臓形。大きさはふつう 5-20 x 2-8 cm ほどだが、ときに 50 x 20 cm になる。品種であるナラワスサビノリはさらに大きくなることがある (下記参照)。赤褐色をしており、基部は緑色がかることが多い。1細胞層からなり、未成熟部の厚さは25-53 μm、細胞は断面で高さが幅の約2倍ある。縁辺は全縁で波打ち、ときに裂片に分かれる。顕微鏡的な鋸歯を欠く。
葉状体は晩秋から初春、北方では初夏まで見られる。葉状体の成長する水温は6-16℃、生理的な最適水温は15-16℃とされるが、成長するにつれて低くなる。基本的に雌雄同株であるが、雌雄異株の個体も存在する。精子嚢斑は葉状体上部で縦〜斜めの縞状、長さ0.5-2 cm、幅 1-3 mm。精子嚢 (造精器) は64または128個、ときに256個 (2-4 x 4 x 8-16個) の不動精子を形成し、受精した造果器はふつう16個 (2 x 2 x 4個) の果胞子 (接合胞子) を形成する。
果胞子はカキ殻など石灰質基質上で発芽、穿孔して糸状体 (胞子体、コンコセリス期) を形成して越夏する。葉状体の最適照度は4,000-7,000 lux であるが、糸状体の最適照度は 800 lux ほどでありより低照度を好む。糸状体は微小な分枝糸状体であり、秋に殻胞子嚢から殻胞子を放出する。糸状体の生育温度は15-24℃であり、18-21℃で殻胞子放出が盛んになる。放出された殻胞子は、岩床などの基物に着生し、葉状体を形成する。殻胞子の発芽の際に減数分裂が起こる。
若い葉状体は縁辺部で原胞子 (単胞子、中性胞子ともよばれる) を形成、放出し、これが再び葉状体 (二次芽とよばれる) に成長する無性生殖も行う。
染色体数は n = 3。EST (転写されている遺伝子の情報) やゲノムのドラフト配列 (おおよそのDNA塩基配列) が公開されている。

## 分布
日本から朝鮮半島、中国、ロシアにかけての東アジア太平洋岸に分布する。またヨーロッパや北米東岸からも報告があり、東アジアから帰化したものと考えられている。日本国内では北海道から本州北部 (太平洋側・日本海側) に自生する。タイプ産地は北海道函館市住吉。また、日本各地で広く養殖されている (下記参照)。
自生個体は外海に面した波の強い岩礁域の潮間帯上部から下部に生育し、岩、防波堤など人工護岸、他の海藻などの基物に着生している。

## 利用
1960年代までは、自然に付着したアマノリを養殖することが行われていた (自然採苗)。そのような養殖においてはアサクサノリが主であったが、少なくとも東北や東京湾ではスサビノリも混在し、ときに多かったことが報告されている。やがて人工採苗が可能になると、スサビノリはアサクサノリにくらべて病害に強いことや板海苔にすると黒く艶があるため、広く利用されるようになった。
1960年代後半、千葉県君津郡袖ヶ浦町（現在の袖ケ浦市）奈良輪の漁港で、生殖細胞を形成しにくいため迅速に大きく成長する (摘採しなければ 1 m に達する) スサビノリの品種が発見された。このスサビノリの品種はナラワスサビノリ (奈良輪尻沢辺海苔) [学名：Neopyropia yezoennsis f. narawaensis (N. Kikuchi, Niwa & Nakada) N. Kikuchi & Niwa, 2020] と名付けられ、全国的に用いられるようになった。現在では、日本においてノリ養殖のほとんどはスサビノリ、特にナラワスサビノリが用いられている。
またそれ以後も、品種改良によりスサビノリのさまざまな養殖品種 (アオクビ、青芽、暁、有明1号、エノウラスサビノリ、大牟田1号、女川スサビ、熊本漁連3号、クロスサビ、佐賀1号、しあわせ1号、スサビ緑芽、ZX-1、ナラワホソバ、ノマ1号、福岡1号、フタマタスサビノリ、ミノミアサクサノリ、ユノウラアサクサノリなど) が作出されている。1994年の段階では、日本で養殖されているアマノリ類の99%以上はナラワスサビノリ (およびそれに由来する養殖品種) であったとされる。しかしこのような遺伝的な画一化は環境変異に対して脆弱性を招き、また海苔の単価低下を克服するための付加価値が求められることから、新たな養殖アマノリ類の研究も進められている。例えばアサクサノリの養殖復活が試みられており、またスサビノリとアサクサノリの種間雑種起源の養殖品種である「あさぐも」も作出されている。近年では、地域ごとの野生のアマノリ類が新たな養殖対象として注目されている。

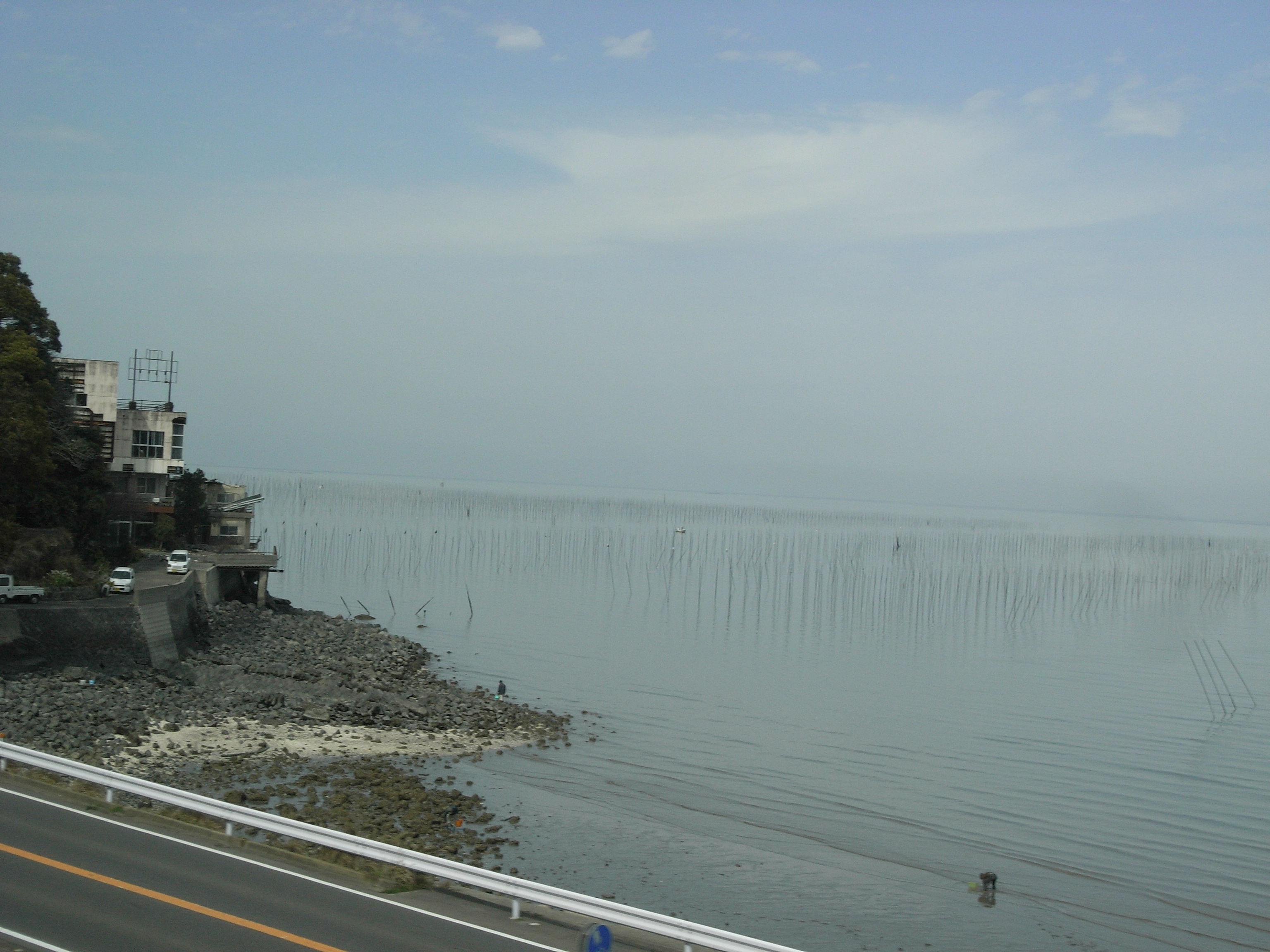
有明海. 海苔養殖用の支柱が多数立てられている.

平成29年度における日本のアマノリ類 (おそらくほとんどスサビノリ) 年間生産量は約30万トン、70-80億枚に達する。主な生産地は松島湾、東京湾、伊勢湾、瀬戸内海、有明海 (右図) などである。
ノリ養殖では、3月頃から、葉状体が放出した果胞子を直接、またはフリー糸状体を細断してカキ殻に植え付け、貝殻糸状体を作製する。フリー糸状体は果胞子を発芽させて貝殻無しの状態で維持されている糸状体であり、研究所や試験場ではさまざまな栽培品種がフリー糸状体の形で保存されている。光量や水温を調節して貝殻糸状体を培養し、夏の終わり頃に殻胞子嚢を形成させる。やがて水槽に貝殻糸状体を伴うカキ殻を設置し、低温にすることで数日で殻胞子 (タネとよばれる) が放出されるため、この水槽に網をくぐらせることで殻胞子を網に付着させる (陸上採苗)。また貝殻糸状体を伴うカキ殻を付けた網を海中に張り、野外で殻胞子を網に付着させることもある (野外採苗)。採苗は東北地方で8月中旬頃、その他の地域では9 - 10月頃に開始される。
採苗した網を海に張って育苗し、そのまま養殖 (秋芽網)、または小さな段階で冷凍保存しておき適宜養殖を再開する (冷凍網)。養殖は、浅い干潟などで支柱に網を固定する支柱式 (右図) と、水深が深い場所で水面に浮かべた枠に網を張る浮流し式がある。また網は潮汐に応じて干出させる場合と、水面で養殖を続ける場合がある。干出させることで病気を抑え、微細藻の付着や他の海藻の混入を避けることができる。また干出することで原胞子を多く放出し、二次芽を多く形成する。採苗から30日から40日ほどで葉状体は 10-15 cm になり、摘採対象になる。摘採期は11月上旬から4月くらいまで。摘採には船に備えられた摘採機が用いられ、1つの網から7 - 10日間隔で4 - 5回摘採される (摘採回数が多くなると葉状体が厚くなり品質が低下する)。

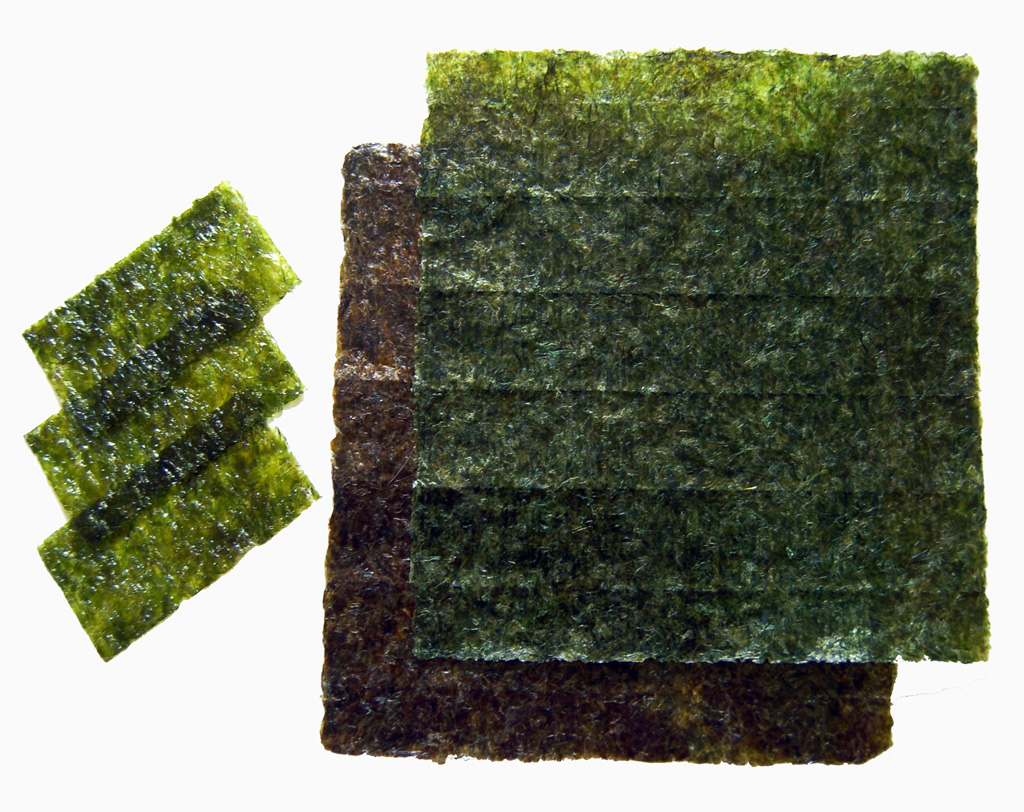
板海苔

摘採されたスサビノリは水洗後に細かく裁断され、これを一定量ずつ簀上に抄き、乾燥させることでその日のうちに板海苔 (乾海苔) が完成する (右図)。古くは手抄き、天日乾燥であったが、現在ではほとんど機械化されている (全自動乾海苔製造装置)。また生のまま販売される例や、抽出物を利用する例もある。
日本では板海苔としたアマノリ (主にスサビノリ) がさまざまな料理に利用されている。特におにぎりや寿司がよく知られ、他にも海苔弁当や茶漬け、ざるそば、海苔煎餅、磯辺餅などがある。

## 分類
本種はポルフィラ属の1種として記載されたが (Porphyra yezoensis)、その後アマノリ類の分類再編成に伴って属が変更され、2020年現在では Neopyropia yezoensis とされる。
DNAを用いた研究から、スサビノリとされている種の中には、複数の種が存在することが示されている。ただしこれらの"種" (隠蔽種) は、形態的には区別できない。これらの隠蔽種は同所的にも生育しており、同じ岩に2つの隠蔽種が混生していることもある。